# Soloveï-Solovuchko
Pour plus de détails, voir Fiche technique et Distribution.
Soloveï-Solovuchko (Соловей-Соловушко) est un film soviétique réalisé par Nikolaï Ekk, sorti en 1936,.

## Fiche technique
- Photographie : Fёdor Provorov
- Musique : Iakov Stolliar
- Décors : Ivan Stepanov